# Jeugdspaarwet

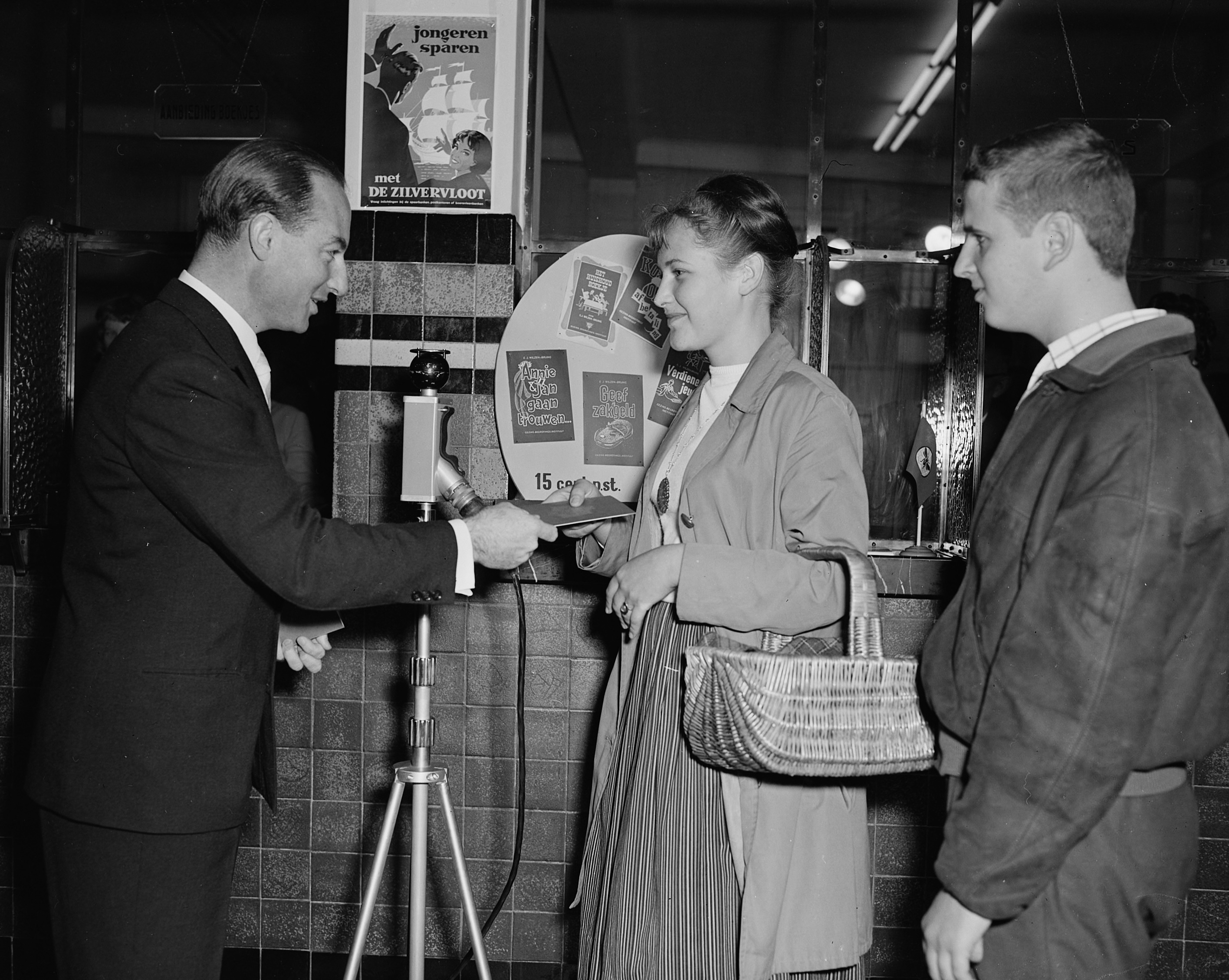
Jo Cals bij campagne voor verstandig met geld omgaan met poster voor sparen met de Zilvervloot op achtergrond, c. 1958

Om sparen onder de Nederlandse jeugd te stimuleren bracht staatssecretaris Schmelzer van Binnenlandse Zaken, Bezitsvorming en Publiekrechtelijke bedrijfsorganisaties in 1958 de Jeugdspaarwet tot stand die op 1 oktober van dat jaar in werking trad.
Deze wet hield in dat jongeren van 15 tot en met 20 jaar op een zilvervloot-rekening bij de bank geld konden sparen tot een maximumbedrag per kalenderjaar, gedurende een periode van naar keuze 6 tot 9 jaar, van de staat een premie kregen van 10% van het spaartegoed (inleg + rente). Aanvankelijk was het bedrag dat maximaal per jaar gespaard kon worden op zo'n rekening 200 gulden, in 1966 werd dat 300 gulden en in 1976 volgde een verhoging naar 480 gulden. In 1971 werd de wet herzien waarmee tal van uitzonderingsbepalingen werden geschrapt. 
Vanaf 1987 werd op nieuwe rekeningen de 10% premie alleen nog maar berekend over de inleg en dus niet langer over de inleg plus rente. Per 1 januari 1992 werd de wet ingetrokken omdat het toenmalig kabinet geen doorslaggevende argumenten zag jeugdige spaarders te subsidiëren. Wie al gestart was met sparen mocht de maximaal 9 jaar volmaken.
De zilvervlootrekening was genoemd naar de destijds op scholen algemeen bekende zilvervloot. Voor de verkiezingen voor de Tweede Kamer in 2012 was de herinvoering van de zilvervlootspaarregeling opgenomen in het partijprogramma van het Christen-Democratisch Appèl. In 2012 heeft de SNS Bank een eigen product gelanceerd onder de naam 'Zilvervloot Sparen'.